# Ham muốn tình dục với máy móc
Ham muốn tình dục với máy móc hoặc tính ưa máy móc (tiếng Anh: mechanophilia hay mechaphilia) là một dạng lệch lạc tình dục liên quan đến sự hấp dẫn tình dục đối với máy móc như xe đạp, xe cơ giới, máy bay trực thăng, tàu thuyền hoặc tàu bay.
Tính ưa máy móc thường được coi là tội ác ở một số quốc gia và người phạm tội sẽ được đưa vào sổ đăng ký phạm tội tình dục sau khi bị truy tố. Xe máy thường được miêu tả là đối tượng tôn sùng tình dục cho những người ham muốn dạng lệch lạc tình dục này.

## Nghệ thuật, văn hóa và thiết kế
Tính ưa máy móc đã được sử dụng để mô tả các tác phẩm quan trọng của những người theo chủ thuyết hiện đại ban đầu, bao gồm trong Eccentric Manifesto (1922), được viết bởi Leonid Trauberg, Sergei Yutkevich, Grigori Kozintsev và những người khác  –  các thành viên của Nhà máy Diễn viên lập dị, một phong trào tiên phong hiện đại kéo dài chủ nghĩa vị lai và chủ nghĩa kiến tạo Nga.
Thuật ngữ này đã đi vào các lĩnh vực khoa học viễn tưởng và tiểu thuyết phổ biến.
Về mặt khoa học, trong Biophilia  – The Human Bond with Other Species của Edward O. Wilson, Wilson đã mô tả tính ưa máy móc, tình yêu đối với máy móc, là "một trường hợp đặc biệt của niềm yêu thích thiên nhiên",  trong khi các nhà tâm lý học như Erich Fromm sẽ coi đó là một dạng ái tử thi.
Các nhà thiết kế như Francis Picabia và Filippo Tommaso Marinetti thường khai thác sự hấp dẫn tình dục đối với ô tô làm đề tài cho các thiết kế của mình.
Về mặt văn hóa, các nhà phê bình đã mô tả nó là "tràn ngập hết thảy" trong xã hội phương Tây đương đại và xuất hiện đầy rẫy trong xã hội của chúng ta. Mặc dù không phải tất cả các hoạt động như vậy đều nhằm mục đích tình dục, các thuật ngữ này cũng được sử dụng để sửa lỗi cụ thể trên máy móc và chỉ thường đưa đến từ ngữ cực đoan trong nội dung khiêu dâm khó tính như Fucking Machines. Điều này chủ yếu liên quan đến việc phụ nữ bị xâm nhập tình dục bằng máy móc, điều được xem như giới hạn của trong sinh học tình dục hiện nay.
Ass Elektronika, một hội nghị thường niên được tổ chức bởi các nhà nghệ thuật, triết gia Áo, đã truyền bá một thuyết nam nữ bình quyền cho những hoạt động tình dục với máy móc.
Một vài tác giả đã rút ra mối liên hệ giữa tính ưa máy móc và quân sự hóa nam giới, đồng thời trích dẫn các tác phẩm của nhà làm phim hoạt hình Yasuo Ōtsuka và Studio Ghibli.
Năm 2008, một người Mỹ tên Edward Smith đã thừa nhận anh từng 'quan hệ tình dục' với 1000 chiếc ô tô.

## Phim tài liệu
- My Car is My Lover (2008)[23]